# Metridia calypsoi
Metridia calypsoi is een eenoogkreeftjessoort uit de familie van de Metridinidae. De wetenschappelijke naam van de soort is voor het eerst geldig gepubliceerd in 1903 door Gaudy.